# Jamada Eimi
Jamada Eimi (japánul: 山田 詠美, Hepburn-átírással: Yamada Eimi) (Tokió, 1959. február 8. –) japán írónő.

## Élete
Külföldi publikációkban, főleg angolszász nyelvterületen az Amy Yamada névformát használja, eredeti neve Jamada Futaba. Apja állása miatt sokat költöztek, sok helyen élt szerte Japánban, dolgozott Tokió éjszakai mulatókról ismert, külföldiek által frekventált Roppongi negyedében, mindez témáit is meghatározta: az elválás, a fiatalok közti és az idegenekkel szembeni erőszak, az afrikai-amerikaiak élete, a soul zene.
A Meidzsi Egyetem irodalom szakára járt, de nem szerzett diplomát. Előbb mangákat írt, majd a regény felé fordult: 1985-ben egy csapásra híres lett Beddo taimu aizu („Bedtime Eyes”, vagyis „Ágyba csalogató szemek”) című írásával, amely franciául és olaszul is megjelent. 1991-es regénye, a Torassu („Trash”, vagyis „Csavargók”) Amerikában is ismertté tette a nevét. Egyre növekvő ázsiója sem biztosíthatta azonban neki az Akutagava-díjat (ahogyan divatos kortársának, Josimoto Bananának, sőt Murakami Harukinak sem), emiatt sok bírálat a legjelentősebb japán irodalmi díj bizottságát. Elnyerte viszont a Naoki-, az Izumi Kjóka- és a Tanizaki-díjat.

## Más fontosabb művei
- Fuszó no kjósicu („Elhagyott holtak osztályterme”, 1988)
- Animaru rodzsikku („Animal Logic”, vagyis „Állati logika”, 1996)
- MAGNET („MAGNET”, vagyis „MÁGNES”, 1999)
- PAY DAY! („PAY DAY!”, vagyis „FIZETÉSNAP!”, 2003)